# Waleria Tomaszewicz
Waleria Tomaszewicz, Walerja Tomaszewiczowa (ur. 9 grudnia 1901 w Ostrołęce, zm. 28 listopada 1979 w Radomiu) – polska pisarka okresu międzywojennego. Wśród jej utworów są bajki, opowiadania i powieści dla dzieci i młodzieży.

## Twórczość
- Irenka (W Kruczewskim dworze) (1928)[1]
- Sępia góra (1929)[2]
- Bursztynowe serduszko (1930)[3]
  - Bursztynowe serduszko
  - Leśny doktór
  - Sąd ptaków
- Na pensji (1930)[4]
- Dziewczęce losy (1930)[5]
- Bajki chińskie (1933)[6]
  - Dobry syn
  - Mądra papuga
  - O szlachetnym tygrysie
  - Ukarane skąpstwo
  - Bez pracy nie ma kołaczy
  - O przebiegłym czarodzieju
  - Litościwa bogini
- Wilczek (1934)[7]